# Instagram (single)
Instagram is een muzieknummer van de Belgische dj's en producers Dimitri Vegas & Like Mike, samen met onder anderen David Guetta en Afro Bros.
In het nummer zijn de stemmen van Daddy Yankee en Natti Natasha te horen. Het kwam uit op 5 juli 2019 onder het label Smash the House. Het nummer bereikte de top 10 van de Ultratop 50 en de Single Top 100 van Nederland.